# George Ainsley
George Edward Ainsley (South Shields, 15 aprile 1915 – Leeds, 1º aprile 1985) è stato un allenatore di calcio e calciatore inglese, di ruolo attaccante.

## Carriera

### Giocatore
Dal 1932 al 1936 ha giocato nel Sunderland, con cui nell'arco di 4 anni ha totalizzato 4 presenze nella prima divisione inglese ed ha vinto un campionato (la First Division 1935-1936); nella stagione 1936-1937 è invece passato al Bolton, che, dopo averlo impiegato in 7 partite del campionato di First Division, il 16 dicembre 1936 l'ha ceduto al Leeds Utd, in prima divisione, dove conclude la stagione giocando una partita in FA Cup e segnando 5 reti in 13 partite di campionato. Nelle 2 stagioni successive viene impiegato con frequenza dal Leeds: nella stagione 1937-1938 segna 6 gol in 26 partite di campionato, mentre nella stagione 1938-1939 realizza 6 reti in 20 presenze. Negli anni seguenti continua a far parte della rosa del club, impiegato in vari tornei di guerra a carattere regionale, sostitutivi del campionato, scendendo in campo in modo più sporadico rispetto alle stagioni precedenti: tra il 1939 ed il 1944 gioca infatti in totale 37 partite, nelle quali segna 15 reti. Nella stagione 1945-1946 segna invece 20 gol in 28 partite, mentre nella stagione 1946-1947, la prima dopo la fine della Seconda guerra mondiale con un regolare campionato, segna 11 gol in 28 partite nella prima divisione inglese, nonostante le quali la sua squadra arriva ultima in classifica con 18 punti, retrocedendo in Second Division. La stagione 1947-1948 è l'ultima di Aislin nel Leeds: in quest'annata totalizza 2 reti in altrettante presenze nel campionato di Second Division, arrivando quindi ad un totale di 91 partite e 30 reti in partite di campionato (89 presenze e 28 reti in prima divisione) con la maglia del Leeds, che, sommate a 6 presenze e 3 reti in FA Cup ed a 65 presenze e 35 reti nei vari tornei di guerra, lo portano ad avere un bilancio complessivo di 154 presenze e 65 reti con il club. Nel novembre del 1947 viene ceduto al Bradford PA, dove continua a giocare fino al termine della stagione 1948-1949, la sua ultima da calciatore professionista.

### Allenatore
Tra il 1954 ed il 1956 ha allenato il Brann, nella prima divisione norvegese; dal 1958 al 1959 ha invece allenato la nazionale ghanese, per poi allenare fino al 1962 quella pakistana. Tra il 1963 ed il 1964 ha allenato la nazionale israeliana, mentre nella stagione 1965-1966 ha seduto sulla panchina del Workington, nelle serie minori inglesi. Dall'agosto al novembre del 1971 ha allenato il Dunkerque, nella seconda divisione francese.

## Palmarès

### Giocatore

#### Competizioni nazionali
- Campionato inglese: 1

Sunderland: 1935-1936